# Pas de Soucy
Pas de Soucy je vyhlídkové místo v soutěsce gorges du Tarn, nalézající se asi 1,5 km severovýchodně od obce Les Vignes ve francouzském departementu Lozère.

## Popis
Vyhlídka je umístěna na velkém kameni a poskytuje výhled na řečiště řeky Tarn zavalené spoustou kamenů, které se uvolnily po zemětřesení. Stopy po zřícených skalách jsou ještě patrné na úbočí náhorní plošiny Causse Mejean. Řeka protéká mezi kameny a v některých místech i pod nimi. Za povodní po přívalových deštích však může hladina vody dosáhnout až do výše 14 metrů.
Nad vyhlídkovou plošinou ční 82 m vysoká skalní věž Roc Aigulle.

## Legendy
O pas de Soucy se vypravují dvě legendy.
První legenda praví, že poté, co se svatá Enimie, dcera franského krále Dagoberta I., vyléčila z malomocenství koupelemi v prameni Burle v nynějším městečku Sainte-Enimie, tak si přála vybudovat na tom místě modlitebnu. To se však nelíbilo Drakovi, vtělení ďábla. Každou noc Ďábel ničil zdi postavené předchozího dne. Svatá Enimie s ním bojovala a za pomoci svatého Hilaria jej zavalila skalami u Pas de Soucy a ďáblovi se poté podařilo utéci po řece.
Druhá legenda praví, že obr Gargantua, který procházel soutěskami Gorges du Tarn a v Sainte-Enimie se příliš tísnil, se rozhodl pokračovat v cestě po náhorní plošině Causse de Sauveterre. U Saint-Rome de Dolan byl překvapen příchodem noci a hladový se rozhodl rybařit v řece Tarn. Klekl si kolenem na okraj náhorní plošiny a aby si posvítil, sebral z oblohy hvězdu. Nešikovně přitom zatřásl horou a způsobil sesuv skal.

## Galerie

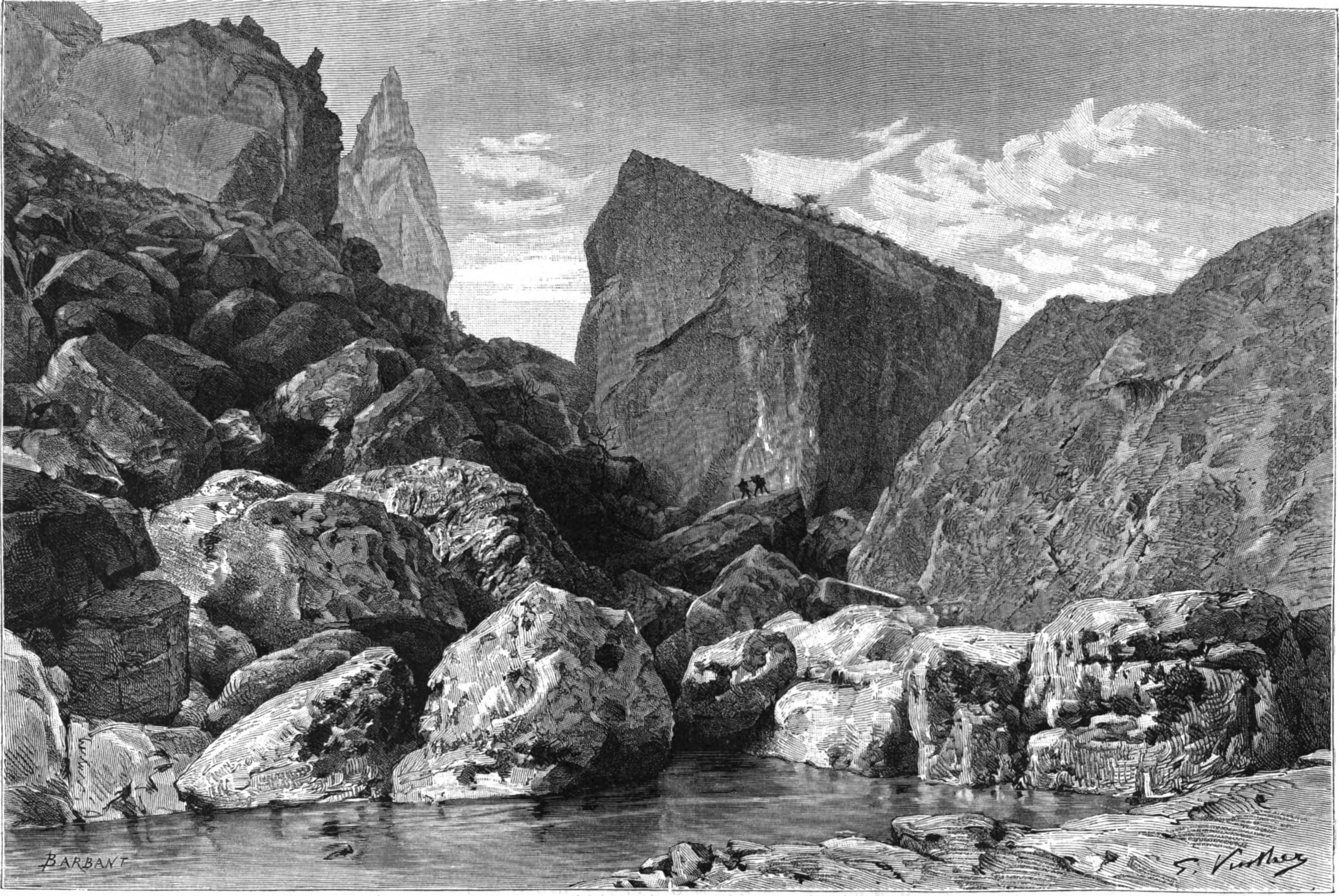
pohled na Pas de Soucy v roce 1886
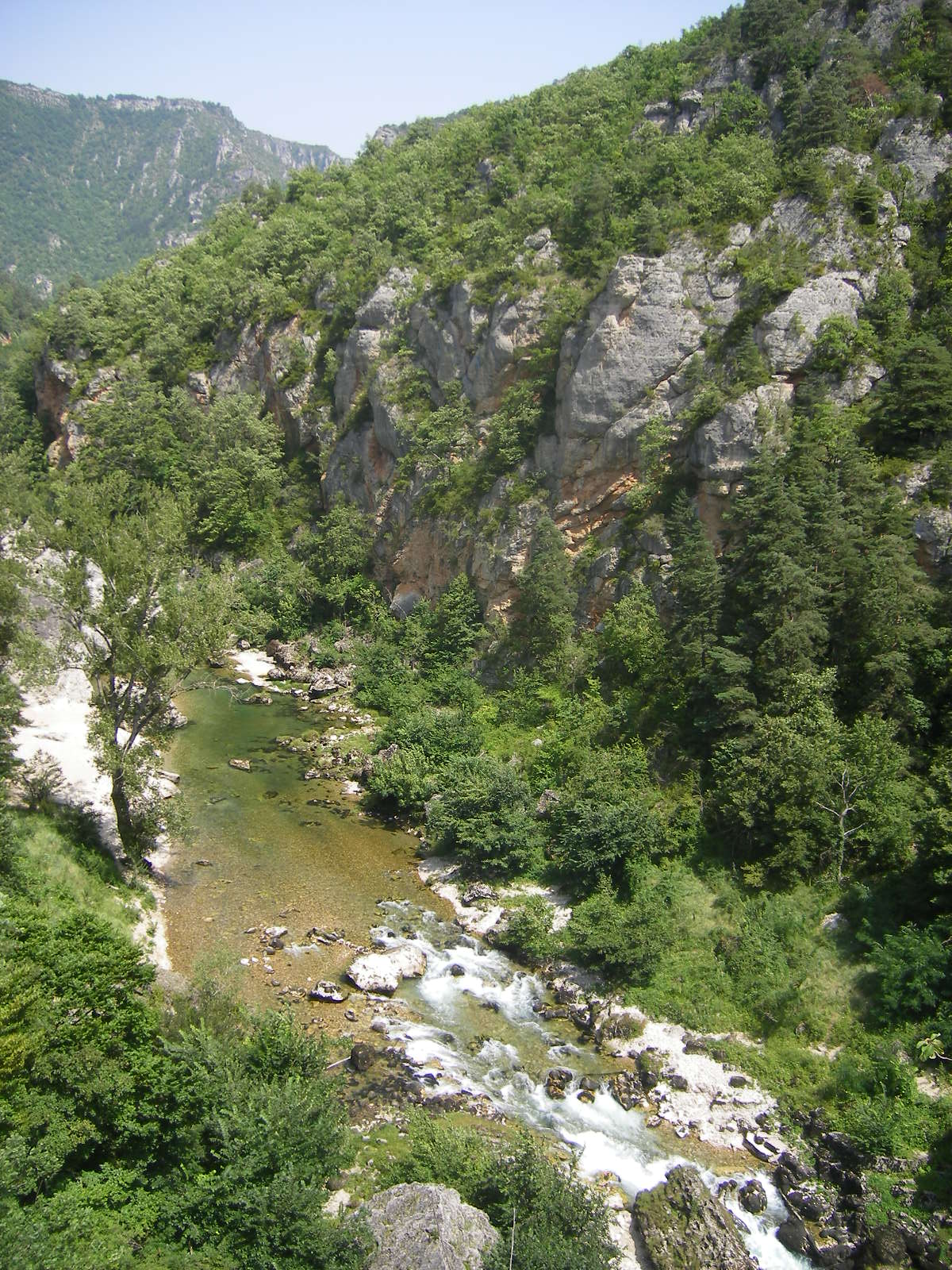
pohled z vyhlídkové plošiny
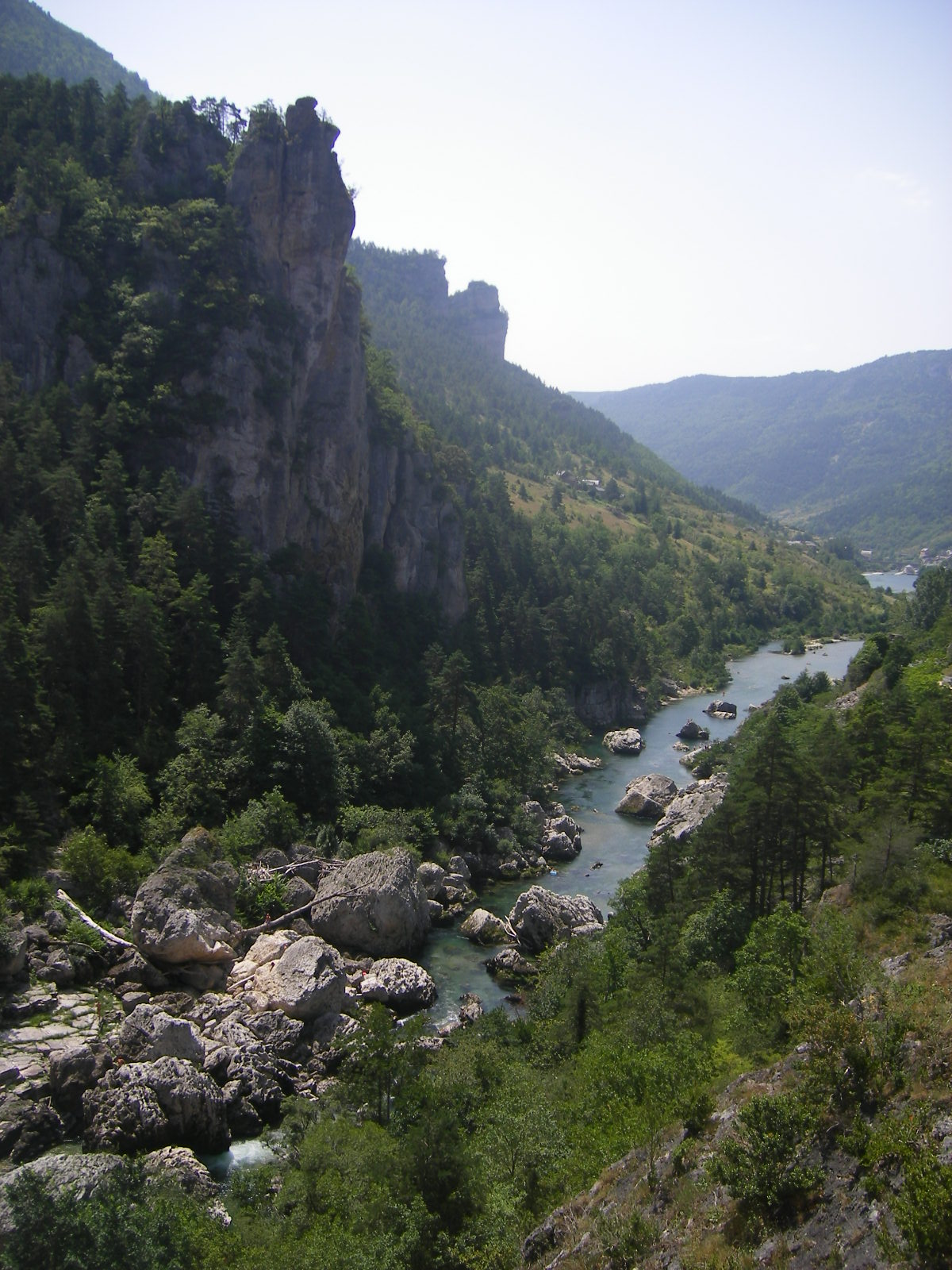
pohled z vyhlídkové plošiny
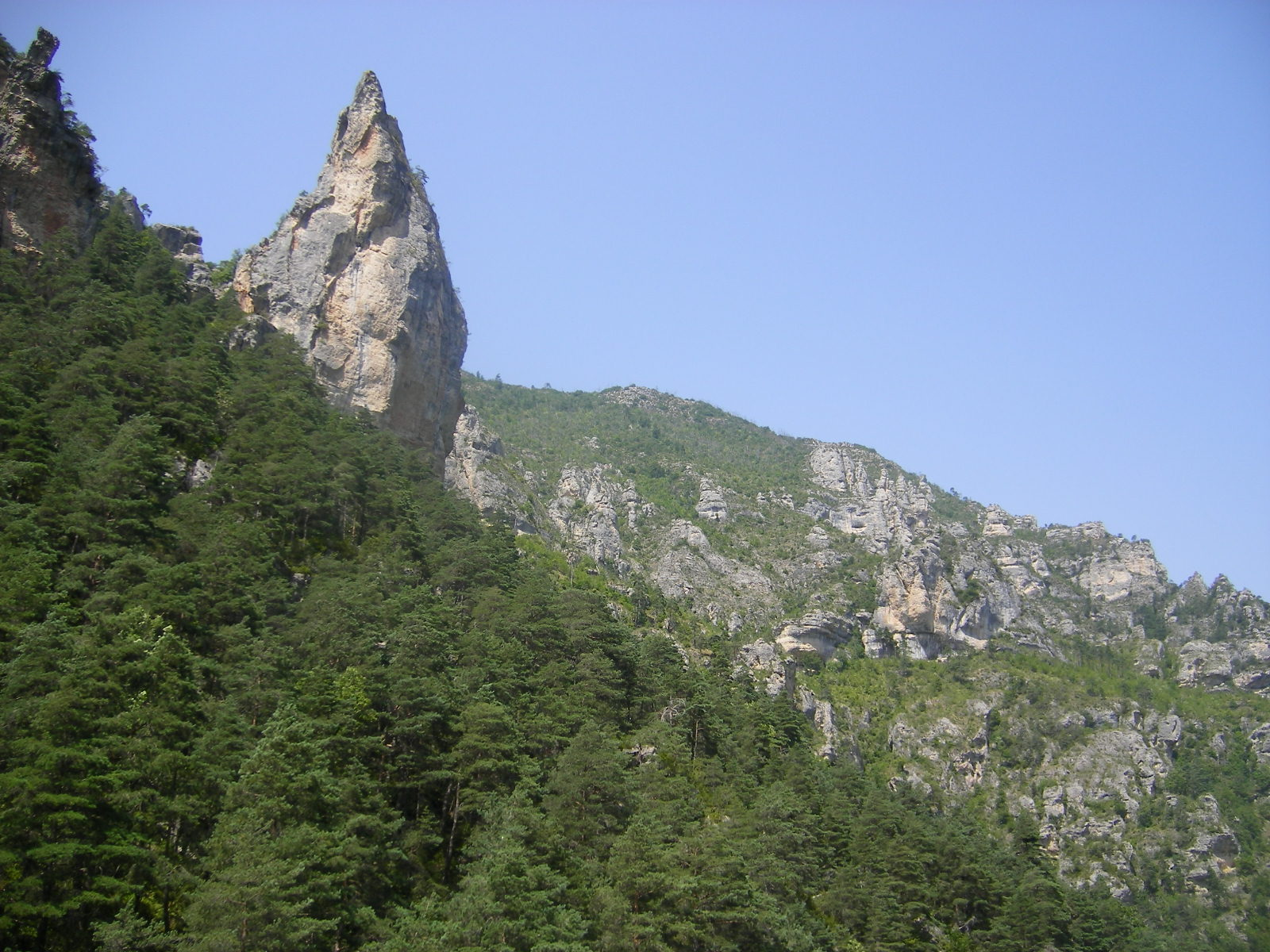
Roc Aiguille nad Pas de Soucy
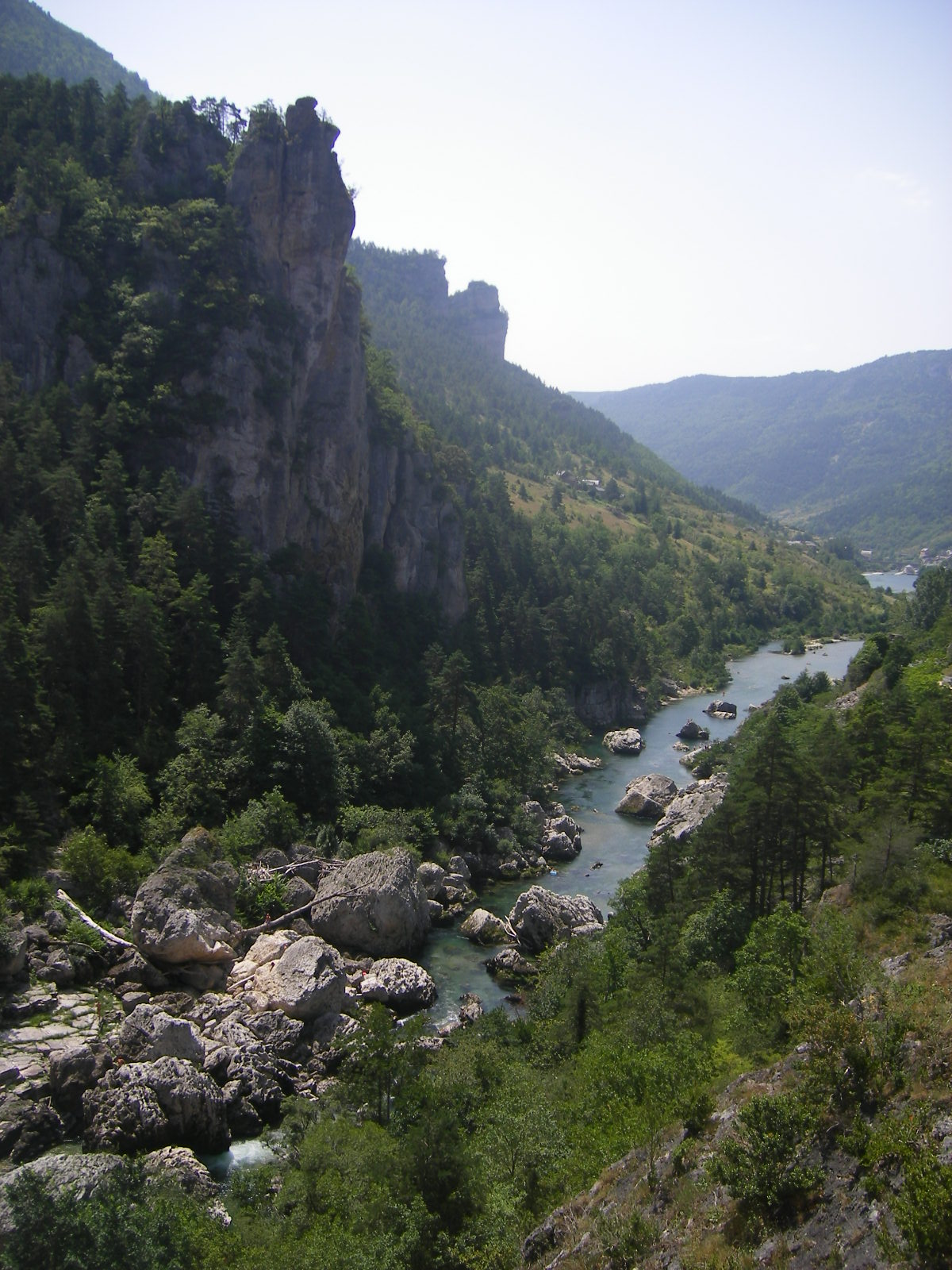
pohled z vyhlídkové plošiny
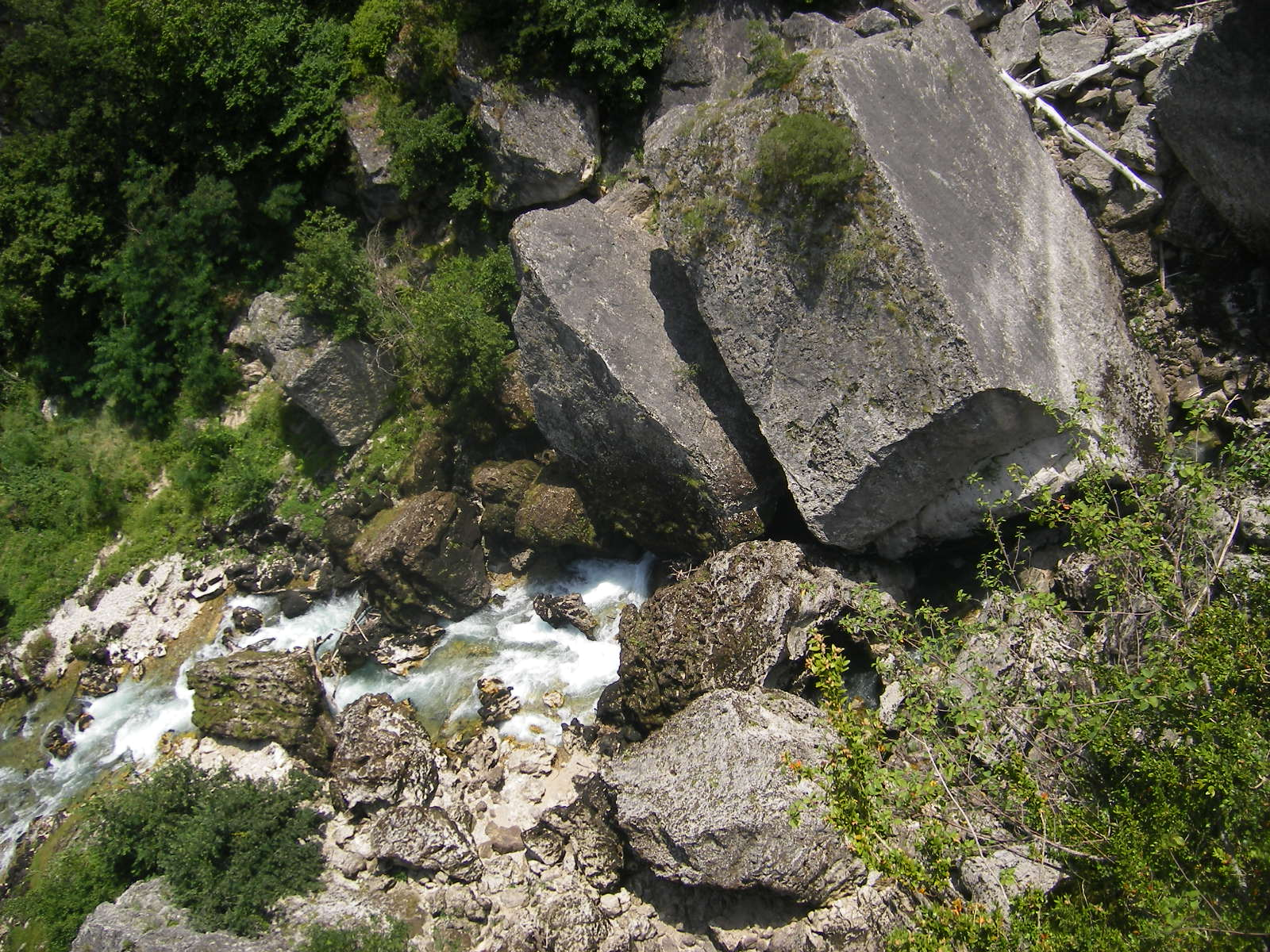
pohled z vyhlídkové plošiny